# WKM-B
WKM-B je velkorážný kulomet ráže 12,7 mm navržený v roce 1999, vzniklý v Polsku jako modifikace sovětského typu NSV pro náboj 12,7 × 99 mm NATO. Vyrábí se od roku 1999 ve společnosti Zakłady Mechaniczne "Tarnów".
WKM-B je kulomet určený k boji s nepřátelskou živou silou s lehkým krytím, lehce pancéřovanými vozidly, nízko létajícími vzdušnými cíli a hladinovými cíli. WKM-B se montuje na různé lafety: pivotovou, tankovou, otočnou protiletadlovou na poklopu bojových vozidel, univerzální trojnožku a pozemní trojnožku. Používá standardní munici NATO 12,7 × 99 mm a lze jej použít ve všech klimatických pásmech a povětrnostních a světelných podmínkách.

## Vývoj
12. března 1999 bylo Polsko přijato do NATO. Komplikace spojené s kompatibilitou munice pro zbraně užívané polskou armádou vedly k iniciativě všechny hlavní zbraně v inventáři překalibrovat na ráže nábojů používaných NATO a rozhodnutí vyvinout nové zbraně, včetně těžkého kulometu, bylo učiněno v následujícím roce. Konstrukce vycházela z konstrukce úspěšného kulometu NSV, ale místo náboje 12,7 × 108 mm měl používat náboj původně vyvinutý pro kulomet M2 Browning, 12,7 × 99 mm NATO.

## Varianty
WKM-B
Nepřenosná varianta pro pěchotu, instalovatelná do různých lafet. Jedná se např. o hlavní výzbroj obrněného ženijního vozidla WZT-4.
WKM-Bz
Varianta instalovatelná do dálkově ovladatelných zbraňových stanic i protiletadlových lafetací.
WKM-Bm
Námořní varianta.

## Galerie

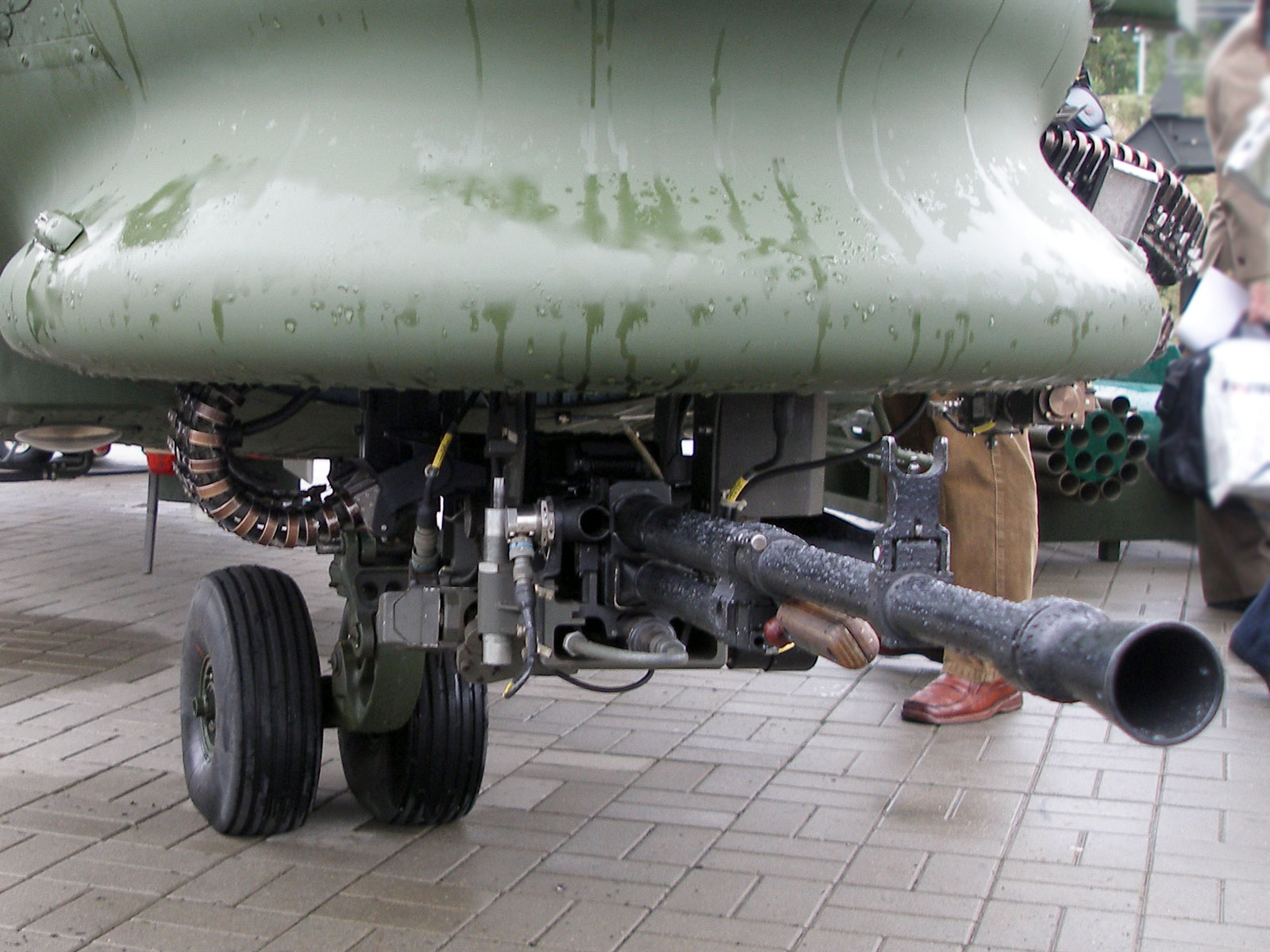
WKM-Bz otočně instalovaný pod přídí vrtulníku W-3PL Głuszec.
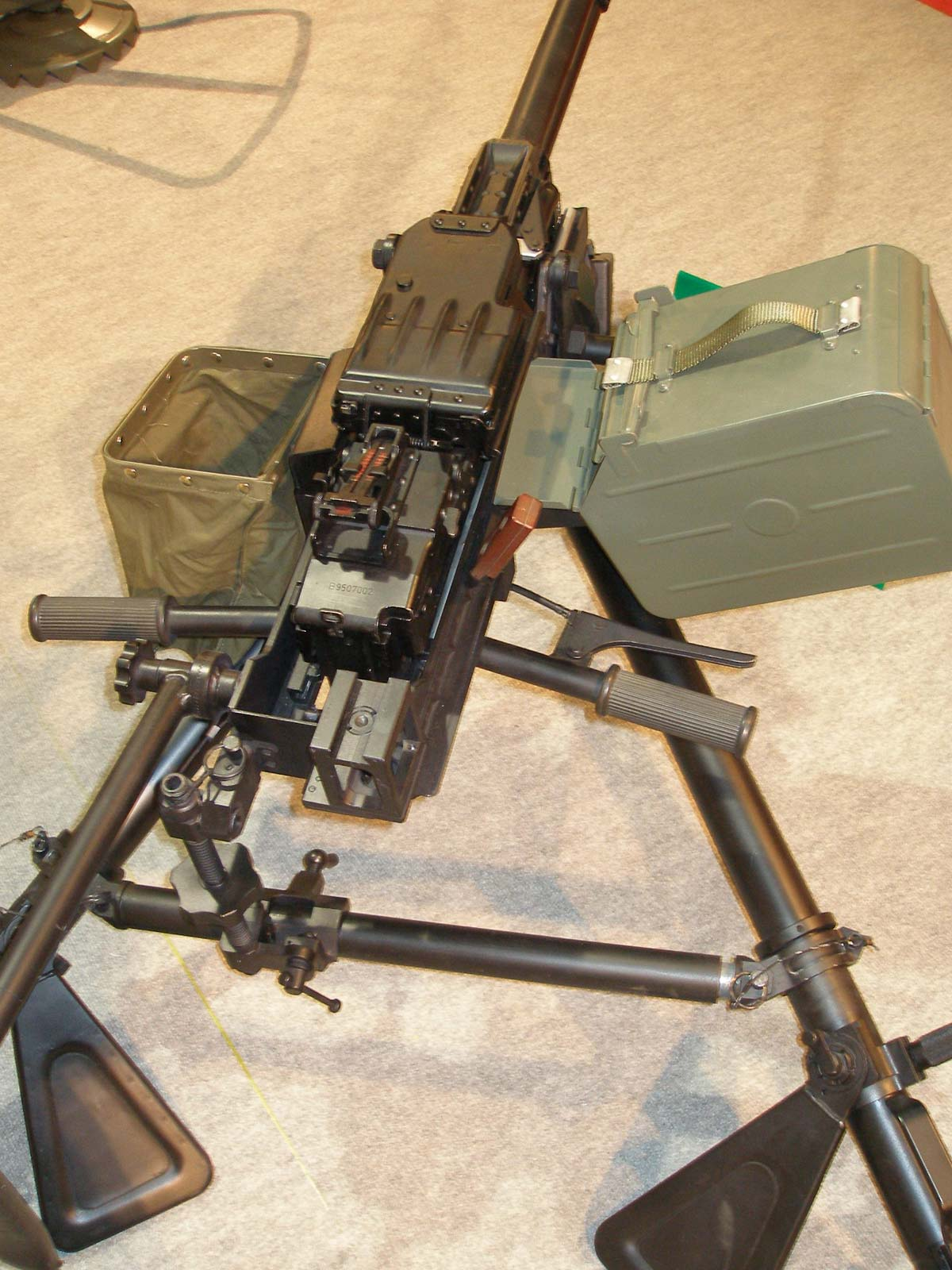
Zadní pohled na WKM-B lafetovaný na trojnožce.
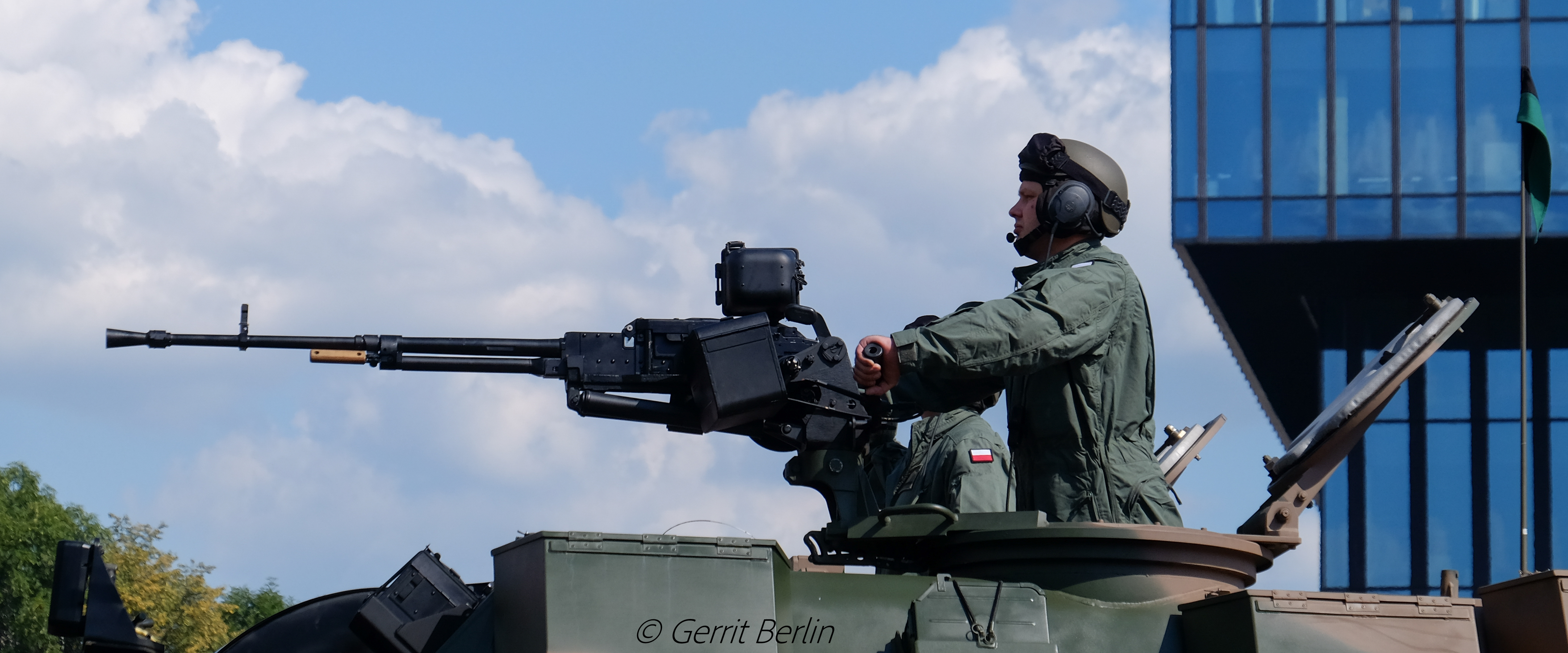
WKM-B na věži samohybné houfnice AHS Krab
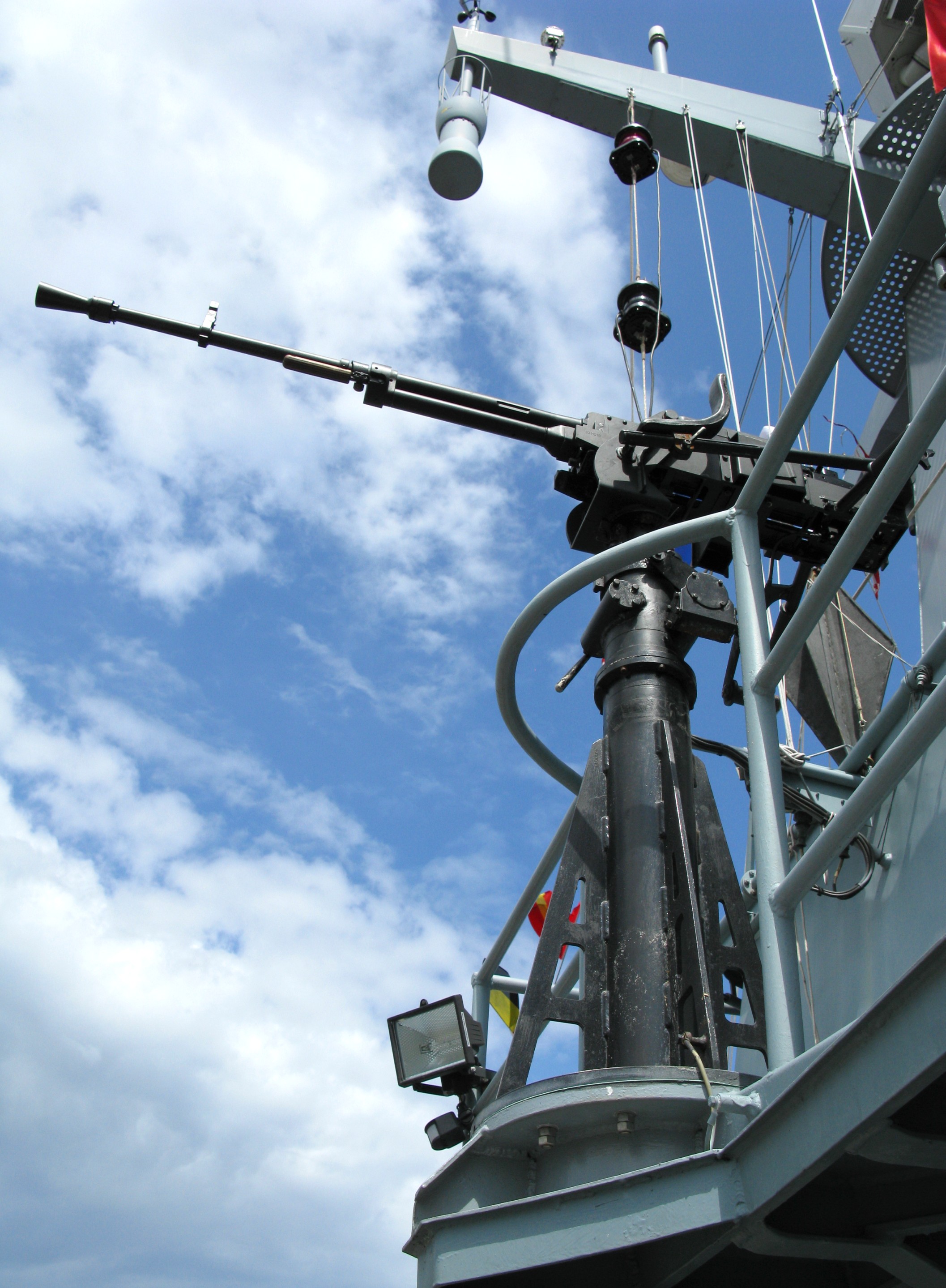
WKM-Bm na pivotové námořní lafetě korvety ORP Kaszub.